# Josemaría Escrivá de Balaguer
Josemaría Escrivá de Balaguer, nome di battesimo José María Julián Mariano Escrivá Albás (Barbastro, 9 gennaio 1902 – Roma, 26 giugno 1975), è stato un presbitero spagnolo, fondatore dell'Opus Dei. È stato canonizzato nel 2002 da papa Giovanni Paolo II.

## Biografia

Stemma di José María Escrivá.

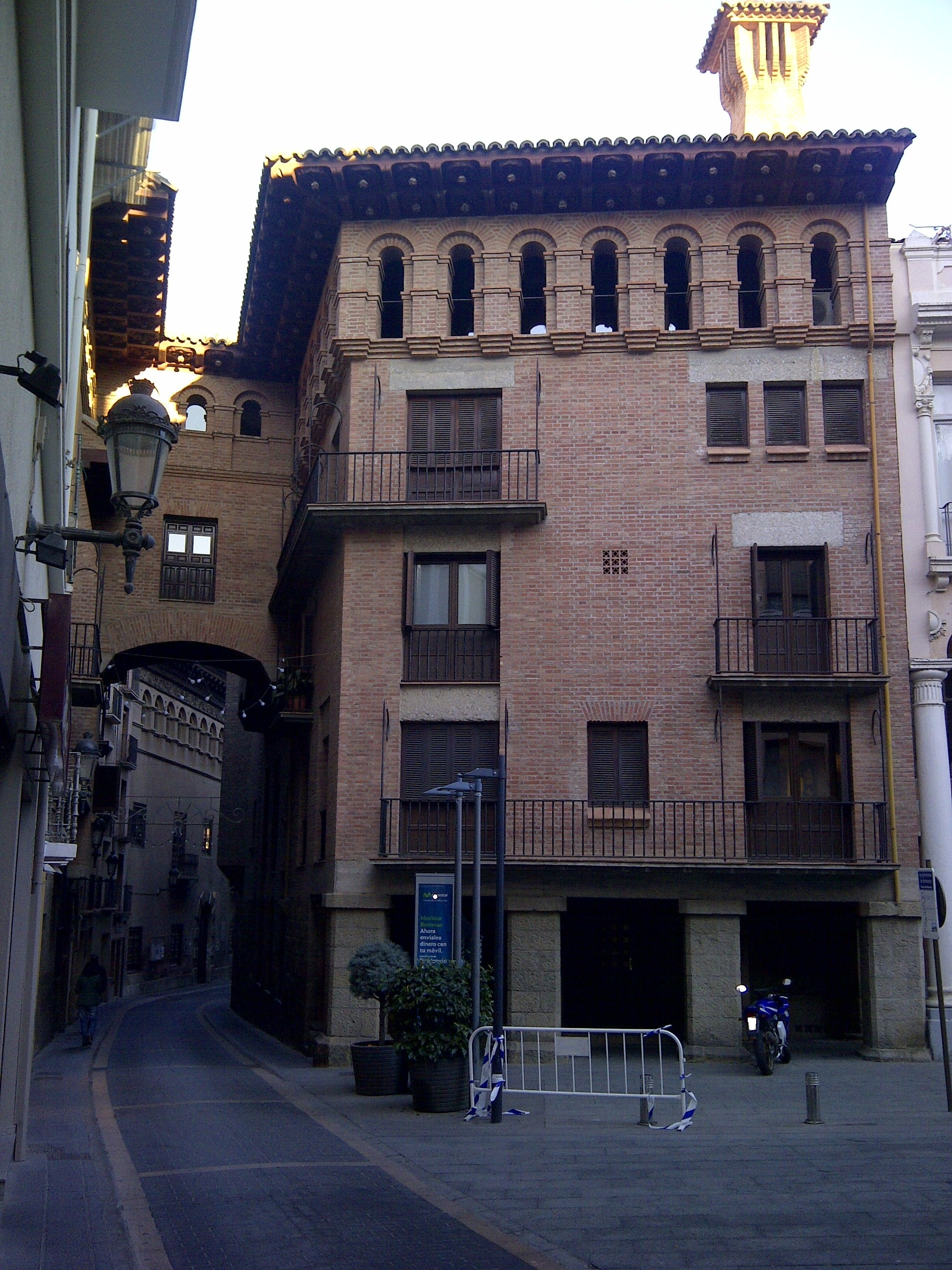
Facciata della casa natale di San José María a Barbastro. Attualmente è sede del Centro Culturale Entrearcos.

Josemaría era il secondo di sei figli. Il padre José Escrivá Corzán (1867-1924), mercante di tessuti, e la madre María Dolores Albás Blanc (1877-1941), casalinga, impartirono una profonda educazione cristiana ai loro figli.
La loro vita fu costellata da una serie di disgrazie: a due anni Josemaría fu sul punto di morire a causa di un'infezione, e dal 1910 in avanti tre delle sue sorelle morirono una dopo l'altra: la quintogenita María del Rosario Escrivá Albás nel 1910, a un anno; la quartogenita María de los Dolores Escrivá Albás nel 1912, a sette anni; la terzogenita María Asunción Escrivá Albás nel 1913, a otto anni. Gli restarono solo la sorella maggiore Carmen Escrivá de Balaguer y Albás (1899-1957) e il fratello minore Santiago Escrivá de Balaguer y Albás (1919-1994).
Nel 1915, la famiglia si trasferì per seguire l'attività lavorativa del padre nella cittadina di Logroño, ma questi perse poi il lavoro e dopo poco si ammalò gravemente. Il padre aveva pensato che il figlio sarebbe diventato architetto o avvocato, invece fu qui che Josemaría ebbe i primi richiami vocazionali.
Nel 1917-1918, fra i 15 e i 16 anni, Josemaría decise di farsi sacerdote: "Una mattina d'inverno guardava assorto la neve e il suo sguardo cadde sulle orme che avevano lasciato due piedi scalzi...capì che erano le impronte di uno dei frati carmelitani da poco giunti in città, e pensò: altri fanno tanti sacrifici per Dio e per il prossimo, e io non sarò capace di offrirgli nulla?". Dopo aver studiato negli scolopi di Barbastro, nel 1918 iniziò gli studi ecclesiastici nel Seminario di Logroño, e dal 1920 li proseguì nel Seminario san Francesco di Paola, a Saragozza, dove dal 1922 svolse mansioni di "Superiore". Nel 1923, iniziò gli studi di legge nell'Università di Saragozza, con il permesso dell'autorità ecclesiastica, senza che ciò ostacolasse gli studi teologici. Ricevette il diaconato il 20 dicembre 1924, esattamente ventitré giorni dopo che il padre morì colpito da una sincope repentina. Dopo aver assistito al funerale, promise ai familiari di prendersi cura di loro. Fu ordinato sacerdote il 28 marzo 1925, nella chiesa di San Carlo, a Saragozza, e celebrò la sua prima Messa per il padre, nella cappella della Madonna del Pilar.
Iniziò il ministero sacerdotale nella parrocchia di Perdiguera, nell'arcidiocesi di Saragozza, continuandolo poi nella stessa Saragozza. Nella primavera del 1927, sempre col permesso dell'arcivescovo, si trasferì a Madrid, dove lavorò anche per sostenere i poveri e malati delle borgate, specie agli incurabili e ai moribondi negli ospedali. Divenne cappellano del Patronato per i malati, iniziativa assistenziale delle Dame Apostoliche del Sacro Cuore, e fu docente in un'accademia universitaria. Frattanto continuava gli studi e i corsi di dottorato in legge, che a quell'epoca si tenevano solo nell'Università di Madrid.
Il 2 ottobre 1928, Escrivá fondò l'Opus Dei. Il 14 febbraio 1930, iniziò l'apostolato dell'Opus Dei con le donne. Si apriva così quella che alcuni vedono come una "nuova via" per la Chiesa cattolica, finalizzata a promuovere, fra persone di ogni ceto sociale, la ricerca della santità e l'esercizio dell'apostolato attraverso la "santificazione" del lavoro. Uno dei primi che seguirono Josemaría fu Isidoro Zorzano, conosciuto da bambino a Logroño.
Nel 1934, fu nominato rettore del Patronato di Santa Elisabetta. Durante la guerra civile spagnola, svolse il suo ministero sacerdotale dapprima a Madrid e quindi a Burgos. In varie fasi della guerra, fu costretto per salvarsi la vita a dissimulare la sua condizione clericale nascondendosi in sedi diplomatiche e manicomi, al fine di sfuggire all'attività di ricerca svolta nei suoi confronti da membri del Fronte Popolare, che spesso operava omicidi sommari a danno di religiosi e si batteva contro i nazionalisti anti-democratici e fascisti sostenitori di Francisco Franco. Del resto, già allora Escrivá era vicino agli ambienti politici del nascente governo di Francisco Franco, che dell'appoggio alla Chiesa cattolica e del ripristino del suo ruolo dominante nella società spagnola aveva fatto la sua bandiera.
Tale vicinanza politica sembrerebbe però smentita dal fatto che diversi membri dell'Opus Dei furono esiliati o incarcerati a causa della loro contrarietà al regime franchista: Rafael Calvo Serer, proprietario del giornale Madrid, chiuso dalla censura franchista, che fu costretto all'esilio in Francia, o Manuel Fernández Areal, incarcerato per alcuni articoli critici nei confronti del regime franchista, pubblicati nel Diario Regional de Valladolid.
Il 14 febbraio 1943, fondò la Società sacerdotale della Santa Croce, inseparabilmente unita all'Opus Dei, che, oltre a permettere l'ordinazione sacerdotale di membri laici dell'Opus Dei e la loro incardinazione al servizio dell'Opera, avrebbe più tardi consentito pure ai sacerdoti incardinati nelle diocesi di condividere la spiritualità e l'ascetica dell'Opus Dei, cercando la santità nell'esercizio dei doveri ministeriali, pur restando alle esclusive dipendenze del rispettivo ordinario diocesano.
La notte del 22 giugno 1946 sbarcò per la prima volta in Italia, diretto a Roma, luogo dove rimase fino alla morte. La prima messa celebrata in terra italiana dal fondatore si svolse la mattina del 23 giugno presumibilmente presso la chiesina di San Sisto II Papa e Martire e Maria Bambina a Genova. Il 16 giugno 1950 l'Opus ottenne a Roma l'approvazione definitiva da parte della Santa Sede. Da allora Escrivá stimolò e guidò la diffusione dell'Opus Dei in tutto il mondo, prodigandosi per dare agli uomini e alle donne dell'Opera una solida formazione dottrinale, ascetica e apostolica. Alla morte di Escrivá l'Opus Dei contava più di 60.000 membri, di 80 nazionalità.
Escrivá fu consultore della Pontificia Commissione per l'interpretazione autentica del Codice di Diritto canonico e della Sacra Congregazione per i Seminari e le Università; prelato d'onore di Sua Santità e membro onorario della Pontificia Accademia teologica romana, è stato anche gran cancelliere delle Università di Navarra (Spagna) e Piura (Perù).
Josemaría Escrivá morì il 26 giugno 1975, in seguito a un arresto cardiaco, e venne sepolto nell'altare della chiesa prelatizia di Santa Maria della Pace. A succedergli nel governo dell'Opus Dei, il 15 settembre 1975 fu eletto all'unanimità Álvaro del Portillo, che per molti anni era stato il suo più stretto collaboratore.

## Il culto e il processo di canonizzazione
La fama di santità, che già avrebbe avuto in vita presso i suoi seguaci, dopo la sua morte ha continuato a diffondersi tra i cattolici di molti paesi, come dimostrano le molte testimonianze di "favori spirituali e materiali" attribuiti all'intercessione del fondatore dell'Opus Dei; fra di essi si registrano anche presunte guarigioni miracolose. Numerose sono anche state le lettere di testimonianza, fra le quali si annoverano quelle di 69 cardinali e di circa 1.300 vescovi che chiedevano al Papa l'apertura della causa di beatificazione e canonizzazione di Josemaría Escrivá. La Congregazione delle cause dei santi ha concesso il 30 gennaio 1981 il nihil obstat per l'apertura della causa, e papa Giovanni Paolo II lo ha ratificato il 5 febbraio 1981
Tra il 1981 e il 1986 si svolsero due processi cognizionali, a Roma e a Madrid, sulla vita e le virtù di Escrivá. Esaminati i risultati dei due processi, e accogliendo i pareri favorevoli del congresso dei consultori teologi e della commissione di cardinali e vescovi membri della Congregazione delle cause dei santi, il 9 aprile 1990 Giovanni Paolo II dichiarò l'eroicità delle virtù di monsignor Escrivá, che pertanto ricevette il titolo di Venerabile.
Il 6 luglio 1991 il Papa ordinò la promulgazione del decreto che dichiarava il carattere miracoloso della guarigione di suor Concepción Boullón Rubio, Carmelitana della Carità, la quale, trovandosi in punto di morte, nel giugno del 1976, in seguito alle invocazioni rivolte al Servo di Dio Escrivá, era guarita in modo repentino, perfetto e duraturo da "Lipocalcinogranulomatosi tumorale con localizzazioni multiple dolenti e invalidanti". La beatificazione del fondatore dell'Opus Dei fu celebrata il 17 maggio 1992, nel corso di una cerimonia presieduta da Giovanni Paolo II in piazza San Pietro. Dal 21 maggio 1992 il corpo di Escrivá si trova nell'altare della chiesa prelatizia di Santa Maria della Pace (che si trova nel quartiere Parioli, a Roma), nella sede centrale della prelatura dell'Opus Dei.
Una volta conclusisi tutti gli iter previsti dal diritto canonico Escrivá è stato infine canonizzato da Giovanni Paolo II nel corso di una cerimonia tenutasi il 6 ottobre 2002 alla presenza di politici, 400 vescovi e circa 300 000 pellegrini provenienti da tutto il mondo.

### Il miracolo per la canonizzazione
In generale, ai fini della canonizzazione, la Chiesa cattolica ritiene necessario un secondo miracolo, dopo quello richiesto per la beatificazione: nel caso di Josemaría Escrivá de Balaguer, ha ritenuto miracolosa la guarigione del dottor Manuel Nevado Rey, affetto da radiodermite cronica. La radiodermite è una malattia causata dall'esposizione prolungata ai raggi X, e si evolve fino a provocare la comparsa di un cancro cutaneo. Attualmente le uniche terapie sono di tipo chirurgico, e nella letteratura medica non sono segnalate guarigioni spontanee.
Il dottor Nevado, spagnolo, nato nel 1932, è un traumatologo, e dal 1956 cominciò a esporre le mani ai raggi X a causa della sua professione. I primi sintomi di radiodermite risalgono al 1962; nel 1984 dovette limitare l'attività, per interromperla poi nell'estate del 1992, senza sottoporsi nel frattempo a terapie. Nel novembre del 1992 cominciò a raccomandarsi all'intercessione del fondatore dell'Opus Dei, beatificato il 17 maggio dello stesso anno. Le lesioni alle mani iniziarono a migliorare, per sparire del tutto nel giro di quindici giorni. Dopo la completa guarigione, nel gennaio del 1993 il dottor Nevado riprese la sua attività.
Dopo il processo canonico, svoltosi nella competente arcidiocesi di Badajoz e conclusosi nel 1994, la Consulta Medica della Congregazione delle cause dei santi, nella seduta del 10 luglio 1997, diagnosticò la "cancerizzazione di radiodermite cronica grave al 3º stadio, in fase d'irreversibilità.", e dichiarò la guarigione, confermata dagli esami del 1992, 1994 e 1997 "molto rapida, completa e duratura, scientificamente inspiegabile." Il 9 gennaio 1998 il Congresso Peculiare dei Consultori Teologi ha dichiarato la guarigione miracolosa, e da attribuire all'intercessione del beato Josemaría Escrivá, giudizio confermato dalla Sessione Ordinaria dei Cardinali e dei Vescovi il 21 settembre 2001. Il decreto sul miracolo è stato promulgato il 20 dicembre 2001, alla presenza di papa Giovanni Paolo II, che ha proceduto alla canonizzazione il 6 ottobre 2002.

## Opere
Fra gli scritti pubblicati da Escrivá si annoverano:
1. La Abadesa de las Huelgas, saggio teologico-giuridico;
2. Cammino
3. Il santo Rosario
4. È Gesù che passa
5. Amici di Dio
6. Via Crucis
7. La Chiesa nostra Madre
8. Solco
9. Forgia

Gli ultimi cinque sono stati pubblicati postumi. Una raccolta di interviste concesse alla stampa internazionale ha dato luogo al volume Colloqui con monsignor Escrivá.
Un'antologia di suoi scritti, Un cammino attraverso il mondo, è stata pubblicata da Lindau nel 2008, a cura di John Paul Wauck.

## Cinema
Nel 2011 viene realizzato il film epico There Be Dragons - Un santo nella tempesta di Roland Joffé, che sullo sfondo della guerra civile spagnola viene raccontata la gioventù di Josemaría Escrivá de Balaguer. Escrivá viene interpretato dall'attore inglese Charlie Cox.
- Josemaría Escrivá, regia di Orlando Corradi (2008)

## Onorificenze

### Riconoscimenti
- Gli è stato intitolato un cratere vulcanico dell'Etna, venutosi a creare nell'anno della sua canonizzazione;
- Gli è intitolata una piazza a Milano, nei pressi della Basilica di Sant'Ambrogio;
- Gli è intitolata una rotonda, nel quartiere di Albaro, a Genova;
- A Viterbo gli è stato intitolato il piazzale del cimitero cittadino di San Lazzaro;
- A Ionadi, in provincia di Vibo Valentia, gli è stata intitolata la più importante piazza nel centro abitato;
- A Crotone gli è stato intitolato il Pronto Soccorso dell'Ospedale Civile "San Giovanni di Dio".
- A Olbia gli è stato dedicato un lungomare;
- A Cittanova gli è stata intitolata una via.